# Église Saint-Germain de Barneville
Pour les articles homonymes, voir Église Saint-Germain.
L'église Saint-Germain de Barneville est un édifice catholique, du XIIe siècle, très remaniée aux XVe, XVIIe, XVIIIe et notamment au XIXe siècle, placé sous le vocable de Germain d'Auxerre, qui se dresse sur le territoire de l'ancienne commune française de Barneville-sur-Mer, dans le département de la Manche, en région Normandie.
L'édifice est classée au titre des monuments historiques.

## Localisation
L'église Saint-Germain est située sur le territoire de Barneville-sur-Mer commune intégrée à Barneville-Carteret, dans le département français de la Manche. Elle est édifiée à côté d'une motte castrale ou enceinte circulaire surmontée d'un calvaire dite « le tertre à Malet », et à l'emplacement d'une petite basse-cour.

## Historique
On attribue la fondation de l'église, placée sous le vocable de Germain d'Auxerre, à Roger de Barneville, mort en 1096 au cours de la première croisade, mais elle pourrait avoir été construite par son fils, Jourdain Ier de Barneville, vers 1150,. Une charte de cette époque nous apprend que Jourdain Ier donne des terres en alleux (allodiis de novo burgo apud Barnevillam), ce qui entraîna sans aucun doute une augmentation de la population du bourg et par voie de conséquence le besoin d'agrandissement de l'église. L'église est donnée à l'abbaye de Grestain par Robert de Mortain († 1091), demi-frère de Guillaume le Conquérant. Robert donna, en plus des dîmes et du droit de patronage de l'église, quelques pièces de terres qui furent constitués en fief connu jusqu'à la Révolution sous le nom de fief de Grestain. C'est l'abbé de Grestain, qui nomme à la cure, perçoit les deux tiers des dîmes et sur son fief, des rentes en argent, grains, œufs et oiseaux. Le seigneur de Barneville n'est que patron honorifique.
Dès la première moitié du XVe siècle, le point fortifié du bourg est la tour de l'église, car l'ancien château à motte de Roger de Barneville ne devait plus avoir grande valeur stratégique.
Selon Robert Blondel, chroniqueur normand, en septembre 1449, lors de la reconquête de la Normandie par le roi de France, à la fin de la guerre de Cent Ans, une compagnie d'Écossais, enrôlée dans l'armée du roi de France Charles VII, qui s'y était retranchée afin de surveiller les havres de Carteret et de Portbail, résista aux assiégeant anglais venus de la garnison du château de Saint-Sauveur-le-Vicomte. Les Anglais ne parvinrent pas à pénétrer à l'intérieur de l'église.
En 1657 ou 1658, François Pitteboult, écuyer, seigneur de Graffard, trésorier de la paroisse, époux de Charlotte Thomas, inhumée dans l'église, donne une rente foncière de 7 livres pour l'entretien de la chapelle Saint-Sébastien.
Le 22 septembre 1692, la déclaration de la cure faite par le curé Pierre Le Cannellier précise : « le domaine (du bénéfice cure) consiste au manoir presbytéral dudit lieu à usage de salle… ». Le revenu annuel de la cure est en 1692 de 350 livres.
Entre 1891 et 1893, l'édifice a fait l'objet de grands travaux, sous l'autorité de l'abbé Victor Louis Hamelin, curé doyen de Barneville.

## Description

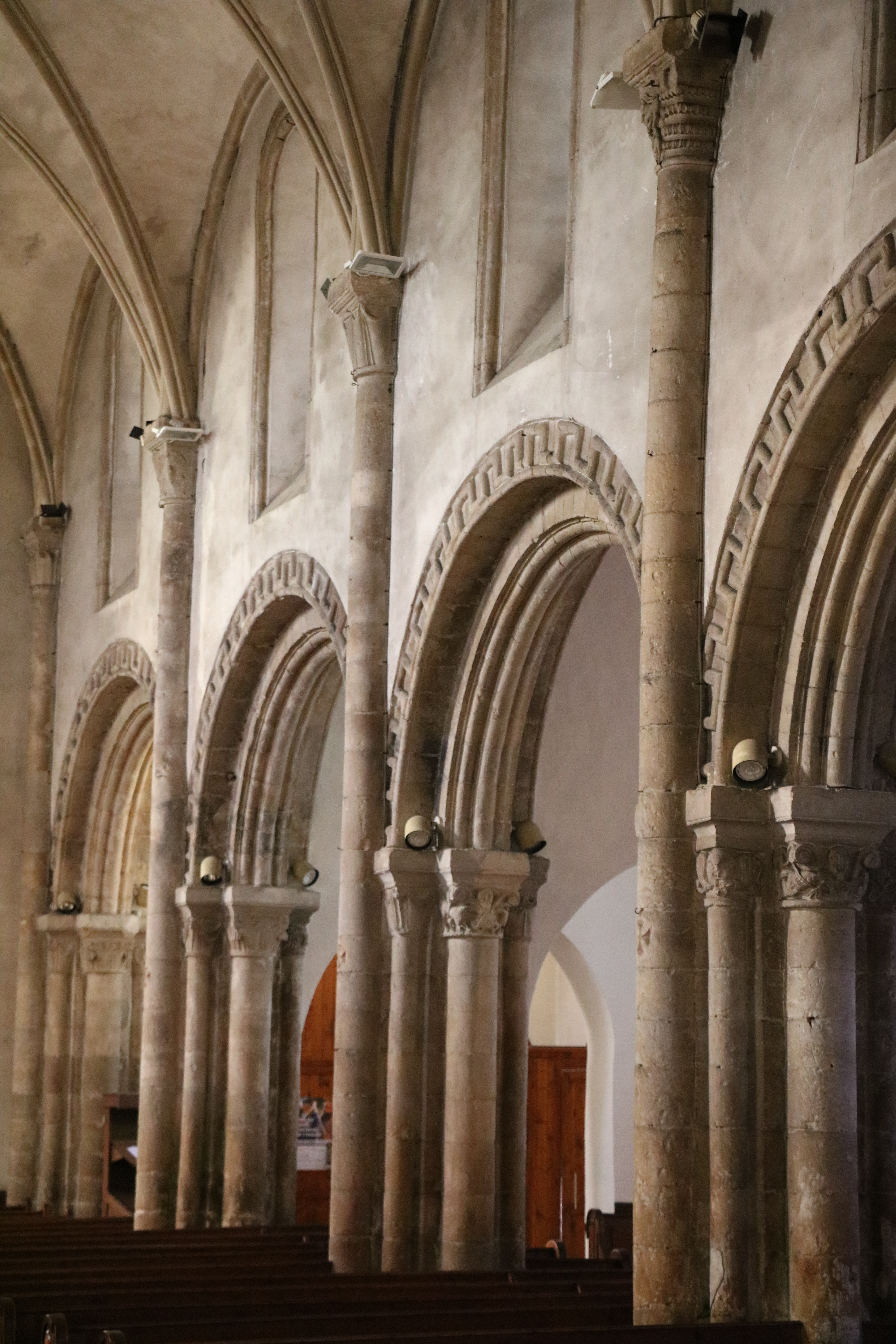
Élévation de la nef

L'église Saint-Germain de Barneville, normalement orientée, est-ouest, adopte un plan rectangulaire sans transept à deux élévations : arcades et fenêtres hautes. La nef romane du 2e quart du XIIe siècle à collatéraux, arbore de grandes arcades moulurées de bâtons brisés et de frettes décorées de chapiteaux à décor historié : Daniel dans la fosse aux lions, baptême du Christ, la punition de l'avare en enfer, une scène de crime qui peut être interprété comme le meurtre d'Abel par Caïn, ainsi qu'un bestiaire varié, lions, griffons, dragons, quadrupède, oiseaux, serpents, et des motifs simples, végétaux, entrelacs, godrons (feuillages qui sortent de la commissure des lèvres d'un masque), galons perlés, cannelages , volutes, masques, avec des tailloirs ornés de palmettes ou d'une frise végétale,. Elle est composée de cinq travées, quatre de plan barlong, et la cinquième, celle précédant le chœur, de plan carré, qui ont été couvertes en croisée d'ogives en 1891. Avant cette date, la nef devait probablement être couverte par une charpente et un plafond plat. Le porche d'entrée ouest date également de 1891, et est un pastiche du porche roman conservé dans le bas-côté nord. Le chœur a été refait au XIXe siècle.
L'église, comme beaucoup d'églises situées sur la côte du Cotentin, possède une tour carrée remontant au XIIe siècle, rehaussée et fortifiée au XIVe siècle pendant la guerre de Cent Ans, appuyée ici sur le côté sud. On retrouve notamment ce type de clocher-tour à Portbail, La Haye du Puits ou Saint-Germain-sur-Ay. La tour est couronnée de mâchicoulis sur arc s’appuyant sur des corbeaux réemployant des éléments de sarcophages dont on peut encore distinguer le décor. On y trouve une salle de garde pourvue d'une cheminée et elle est percée de trous de fusil. On y accède par une porte située dans la cinquième travée de la nef. La tourelle d'escalier ne datant que de 1726. Entièrement reprise au XVe siècle, la base de la tour a conservé des parements en opus spicatum, ce qui laisse supposer, tout comme son vocable ancien, à l'existence d'une église pré-romane.
La chapelle près du chœur, côté sud, a été couverte au XVe siècle d'une voûte sur croisée d'ogives et sa fenêtre a été agrandie au XVIIe siècle. On peut encore voir la moitié de la porte, bouchée à la suite de la construction en 1726 de la tourelle d'escalier, par laquelle entrait le seigneur sur le mur extérieur près du clocher. Le bas-côté sud a été reconstruit lors de la grande campagne de travaux de 1890. La chapelle des seigneurs de Graffard, côté nord, dédiée à saint Sébastien, voutée sur croisée d'ogives, peut être datée de la première moitié du XVIe siècle. Le bas côté nord a été rétabli au XVIIe siècle. Les vitraux des bas-côtés illustrent la vie de saint Germain d'Auxerre.
L'arc triomphal, à l'entrée du chœur, constitué d'un arc brisé composé de trois archivoltes est gothique, alors que les chapiteaux, pauvres en décor (godrons peu marqués, feuillages), sont romans. Sont également conservées six pierres tombales avec des inscriptions funéraires.

## Protection
L'église est classée au titre des monuments historiques par arrêté du 26 décembre 1906.

## Mobilier
L'église abrite notamment un ancien maître-autel du XVIIIe siècle classé au titre objet aux monuments historiques, des statues de saint Sébastien du XVIe siècle, et une Vierge à l'Enfant du XVIIIe siècle.

## Lieux de sépulture
Le 10 mars 1649, fut inhumé dans le chœur, Jean Pitteboult, écuyer, seigneur de Graffard. Sa veuve, dame Jeanne des Fontaines († 1666), par contrat passé le 8 janvier 1658, devant Baratte, « donne à l'église de Barneville une rente de 21 livres pour célébrer une messe à notes tous les mardis en l'honneur de la Sainte Vierge et de sainte Anne, à son intention, à celles de son mari et de Pierre de Pitteboult (le frère de ce dernier), seigneur de Saint-Georges. » Ces messes devaient être chantées dans la chapelle Saint-Sébastien qui avait été fondée et érigée dans l'église de Barneville par le « prédécesseur de ladite dame », noble homme Charles Labley (ou Labbé).
Le 13 septembre 1681, toujours dans le chœur, sera inhumée Charlotte Thomas épouse de François Pitteboult, seigneur de Graffard.
François Pitteboult (6 septembre 1684-3 avril 1743), écuyer, seigneur de Sortosville-en-Beaumont, et époux de Charlotte-Françoise du Saussey, mort sans postérité sera à son tour inhumé dans le chœur le 3 avril 1743. Le 31 octobre 1769, c'est Madeleine de Cussy, mère de Pierre-Georges-François-Robert-Pitteboult, décédée au château d'Écausseville qui fut inhumée à l'entrée du portail de l'église. Le 11 novembre 1769, Madeleine Pitteboult, épouse de Jean-Baptiste-François Rossignol, décédée en novembre au château d'Écausseville, sera inhumée par le curé de Saint-Georges-de-la-Rivière au haut de la nef, en « présence d'un grand nombre d'ecclésiastiques et d'une très grande affluence de peuples ». 
Le 5 mai 1764, fut inhumé, par le curé du Rosel, dans le chœur de l'église, le corps du seigneur de Graffard, Pierre-Georges-François Pitteboult (° 1er novembre 1712), époux d'Anne-Catherine de Hennot du Rosel († 22 brumaire an IV (13 novembre 1795)), en présence d'un grand nombre d'ecclésiastiques.